# Plongeon aux Jeux olympiques de 1920
Navigation
Stockholm 1912 Paris 1924
Aux Jeux olympiques d'été de 1920, cinq compétitions de plongeon furent organisées. Parmi ces épreuves, celle du tremplin féminin à 3 mètres fait son apparition.

## Tableau des médailles pour le plongeon
| Place | Nation      | Médaille d'or | Médaille d'argent | Médaille de bronze | Total |
| ----- | ----------- | ------------- | ----------------- | ------------------ | ----- |
| 1     | États-Unis  | 3             | 2                 | 3                  | 8     |
| 2     | Suède       | 1             | 2                 | 2                  | 5     |
| 3     | Danemark    | 1             | 0                 | 0                  | 1     |
| 4     | Royaume-Uni | 0             | 1                 | 0                  | 1     |

## Nations participantes
- Belgique
- Brésil
- Canada
- Danemark
- États-Unis
- Finlande
- France
- Italie
- Royaume-Uni
- Suède
- Suisse

## Résultats
Les classements des finales.

### Tremplin à 3 mètres
| Rang               | Pays       | Plongeur          | Points |
| ------------------ | ---------- | ----------------- | ------ |
| Médaille d'or      | États-Unis | Louis Kuehn       | 10     |
| Médaille d'argent  | États-Unis | Clarence Pinkston | 11     |
| Médaille de bronze | États-Unis | Louis Balbach     | 15     |
| 4                  | Suède      | Gustaf Blomgren   | 19     |
| 5                  | Suède      | Gunnar Ekstrand   | 27     |
| 6                  | Suède      | John Jansson      | 34     |

| Rang               | Pays       | Pongeuse         | Points |
| ------------------ | ---------- | ---------------- | ------ |
| Médaille d'or      | États-Unis | Aileen Riggin    | 9      |
| Médaille d'argent  | États-Unis | Helen Wainwright | 9      |
| Médaille de bronze | États-Unis | Thelma Payne     | 12     |
| 4                  | États-Unis | Aileen Ellen     | 20     |

### Plongeon de haut-vol
Plateforme à 10 mètres
| Rang               | Pays       | Plongeur          | Points |
| ------------------ | ---------- | ----------------- | ------ |
| Médaille d'or      | États-Unis | Clarence Pinkston | 7      |
| Médaille d'argent  | Suède      | Erik Adlerz       | 10     |
| Médaille de bronze | États-Unis | Harry Prieste     | 16     |
| 4                  | Suède      | Gustaf Blomgren   | 23     |
| 5                  | Suède      | John Jansson      | 27     |
| 6                  | États-Unis | Louis Balbach     | 28     |

| Rang               | Pays        | Pongeuse                | Points |
| ------------------ | ----------- | ----------------------- | ------ |
| Médaille d'or      | Danemark    | Stefani Fryland Clausen | 6      |
| Médaille d'argent  | Royaume-Uni | Beatrice Armstrong      | 10     |
| Médaille de bronze | Suède       | Ewa Olliwier            | 11     |
| 4                  | Royaume-Uni | Isabelle White          | ?      |
| 5                  | États-Unis  | Aileen Riggin           | ?      |
| 6                  | États-Unis  | Betty Grimes            | ?      |

### Plongeon haut simple
| Rang               | Pays        | Plongeur        | Points |
| ------------------ | ----------- | --------------- | ------ |
| Médaille d'or      | Suède       | Arvid Wallman   | 7      |
| Médaille d'argent  | Suède       | Nils Skoglund   | 8      |
| Médaille de bronze | Suède       | John Jansson    | 16     |
| 4                  | Suède       | Erik Adlerz     | 19     |
| 5                  | Finlande    | Yrjö Valkana    | 23     |
| 6                  | Danemark    | Harold Janssen  | 27     |
| 7                  | Belgique    | Fernand Sauvage | 34     |
| 8                  | Brésil      | Adolfo Wellish  | 37     |
| 9                  | Royaume-Uni | Harold Clark    | 40     |